# إرنست كايزر
إرنست كايزر (بالألمانية: Ernst Kaiser)‏ هو لغوي ومترجم وكاتب ومؤلف نمساوي، ولد في 3 أكتوبر 1911 في فيينا في النمسا، وتوفي في 1972 في ريدنغ في المملكة المتحدة.